# 10810 Lejsturojr
10810 Lejsturojr è un asteroide della fascia principale. Scoperto nel 1993, presenta un'orbita caratterizzata da un semiasse maggiore pari a 3,0404249 UA e da un'eccentricità di 0,1248605, inclinata di 4,11543° rispetto all'eclittica.